# Diego Giaretta
Diego da Silva Giaretta, genannt Diego Giaretta, (* 27. November 1983 in Cascavel) ist ein ehemaliger brasilianischer Fußballspieler. Der Linksfuß wurde als Abwehrspieler oder defensiv im zentralen Mittelfeld eingesetzt.

## Karriere
Diego Giaretta startete seine Laufbahn zunächst bei unterklassigen Klubs, schaffte 2003 aber den Sprung zum Erstligisten Grêmio Porto Alegre. In seiner weiteren Karriere wechselte er immer wieder die Klubs, wobei er auch immer wieder für unterklassige Klubs spielte. Auch Auslandsengagements in Spanien, Südkorea und der Volksrepublik China gehörten zu seinen Stationen. 2018 lief er für den Vila Nova FC auf. Für die Austragung der Staatsmeisterschaft 2019 wurde Giaretta vom Guarani FC verpflichtet. 2020 unterzeichnete Giaretta noch beim Mirassol FC, zu Einsätzen kam er nicht. Von 2021 bis 2022 trat er für den FC Cascavel an. Im Anschluss arbeitete er hier 2023 noch als Co-Trainer.

## Erfolge
Botafogo
- Taça Guanabara: 2015
- Série B: 2015